# 數碼暴龍App世代
《数码宝贝宇宙 应用怪兽》，通称，是萬代、万代南梦宫娱乐、东映动画共同企劃的原創日本電視動畫，是「數碼寶貝系列」第七部，是东映动画创立60周年纪念作品，也是平成時代的最後一部電視動畫作品。於2016年10月1日-2017年3月25日在日本東京電視台每周六07:00-07:30（UTC+9）首播，2017年4月1日-9月30日调档至每周六09:30-10:00（UTC+9）首播，全52话。中国大陆爱奇艺同步日本网络播映。香港TVB翡翠台于2017年10月26日-2018年4月20日播映（粤日双语配音），香港myTV SUPER和澳門TVB Anywhere同步TVB翡翠台网络播映。台灣台視于2017年12月9日-2019年1月19日播映（国日双语配音），愛奇藝台灣站（现愛奇藝國際站）同步台視网络播映。

## 剧情
如今世界各地谁都在使用智能手机应用。而在这些应用背后潜藏着人们还不知晓的「APP怪獸」，通称「应用兽」。应用兽是以自我意志行动的具备人工智能的应用生命体，在人类世界与数码空间的狭缝中充当为系统与人类互动的功能。但是，潜伏在网络之海的「凶恶最终BOSS人工智能·利维坦」利用病毒操控应用兽，开始入侵各种系统，企图从网络一侧控制人类世界。

主人公少年新海春被伟大的意志引导得到「应用驱动」，用「应用兽芯片」让搜索应用的怪兽盖奇兽实体化。然而，随着这次神奇的相遇，隐藏在应用兽背后的涉及人类世界与网络世界的巨大危机也渐渐被发掘。大空勇仁、花岚惠理、飞鸟虎次郎、桂零等角色也相继与他们的应用兽搭档登场，并与出现的反派应用兽们展开战斗，试图逐渐揭开隐藏在深层网络背后的秘密。然而，随着战斗的深入，众人却最终发现，新海春的挚友大空勇仁并不是真正的人类，而是利维坦用于收集人类情报的人形终端YJ14。在最后的决斗中，利维坦向众人展示了其所控制的理想世界，并给予新海春一次选择的机会「世界由利维坦控制，则勇仁生，反之则勇仁死。」最终，勇仁在新海春做出选择前选择了牺牲自己；而利维坦启动删除程序后，作为人工智能的勇仁停止了工作。

在即将到来的2045年，人工智能超越了人类的智慧……

## 概要
2016年5月20日萬代、万代南梦宫娱乐、东映动画共同启动「Appmon Project」，2016年5月21日《V Jump》正式公布。2018年2月21日获得2018年东京动画奖（TAAF2018）年度百强动画第12名。
本作制片人永富大地邀请了古贺豪作为本作的导演，古贺豪曾经作为《DokiDoki! 光之美少女》的导演而与永富大地相识，而这一次，他们面临共同的挑战——写在萬代企划书上面的“脱数码怪兽”（脱デジタルモンスター）。这是万代官方的意思，而非个别导演，本作团队也一直都在与“脱数码怪兽”这个问题“周旋”。本作制片人永富大地则一直都在强调，他们一定要“脱数码兽”（脱デジモン），但是一定不能“反数码兽”（反デジモン）。自此分为了“数码兽”系列和“应用兽”系列，虽然名义上共享一个“数码兽宇宙”，但是设定上面已经算是“天差地别”了。这种巨大的设定差异来源于对于新观众的渴求，也带来很多剧情上的变化。这次的应用兽从设定上面而言已经完全与数码兽不同，与数码兽那种带有人工智能的虚拟生物相区别，这一次的“应用兽”则是“实体化”的人工智能手机应用。
本作动画是为了开拓新市场，事实证明数码兽系列后期已经难以为继，几乎没有新鲜血液，而本作为了找回数码兽系列衰落后的新市场，大幅修改了应用兽的设定，小身材萌系比例大幅增加，尤其是主角团。系列构成加藤阳一也在采访中表示，会加入很多有亲和力的创作元素，使得新一代的少年群体可以接受应用兽系列。除了数码兽与应用兽之外，携带机和应用驱动器是最明显的剧情元素差异，作为跨媒体制作中重要一环，动漫周边是需要考虑的另一个重点，这一次采取了应用驱动器取代携带机作为本作的核心周边。虽然萬代、万代南梦宫娱乐、东映动画共同企划跨媒体制作的全新系列，并在游戏、卡片、玩具、动画、漫画、周边等全面展开，但应用兽系列的“尝试”和“转型”并不算成功，但是后期商业展开随着动画接近尾声而全面结束。

## 特别用語
应用兽/APP怪獸（Appmon/Appli Monster）
如今世界上很多人在使用智能手机应用，APP怪獸（Appli Monster）是潛藏著在這些应用中由人工智能組成的生命體，通稱「应用兽」（Appmon）。
应用实体化/应用显现（Appli Realize/Appliarise）
持有应用驱动的人类「应用驱动者」（Appli Driver）与应用兽配对可以成为「伙伴」（Buddy）。应用驱动者还可以让成为「应用兽芯片」（Appmon Chip）姿态的应用兽通过「应用驱动」在现实世界应用实体化。
应用链接（Applink）
通过应用兽手环（Appmon Band）的A鍵，使兩體应用兽的插頭相互连接，可以借助對方的能力。
应用合体（Appgattai）
兩體应用兽通過奇跡的組合，進化為全新的应用兽。也是应用兽手環的A鍵,但連接插頭鏈接後兩體应用兽會旋轉。
（应用兽→超应用兽→極应用兽→神应用兽）
AR领域（AR Field）
介于网络和现实之间的世界，可用应用驱动进入。是虚拟成现实的二次元空间，有着跟现实一样的地理景色，同时，应用兽们也在此进行战斗。这里的异动会造成现实中同一位置的电子设备发生异常现象。
网络之海（Net Ocean）
网络之海包含了表层网络、深层网络和黑暗网络共上中下三层，利维坦就潜藏在网络之海底层黑暗网络中。
表层网络（Surface Web）
普通人平时熟悉和使用的网络，任何搜索引擎都能轻易抓取并轻松访问。表层网络有很多应用兽居住的岛屿，也就是人类所说的“服务器”。
评论兽岛（Reviewmon Island）
评论兽（Reviewmon）和嘀咕兽（Kosomon）居住的岛屿。
时间兽岛（Timemon Island）
时间兽（Timemon）居住的岛屿。
病毒岛（Virus Island）
看不见兽（Mienumon）命令病毒兽（Viramon）引诱应用驱动持有者们前往病毒岛。
射击岛（Shooting Island）
看不见兽引诱应用驱动持有者们前往射击岛，在那里他们受到了射击兽（Shotmon）的攻击。
但丁门前（Dante Gate Entrance）
位于表层网络和深层网络交界处，是两者的连接通道，大门由但丁兽镇守。
深层网络（Deep Web）
所占网络资源90％的网络，搜索引擎无法对其进行抓取，深层网络的大门由但丁兽镇守。
数码九龙城（Cyber Kowloon）
位于深层网络，由支配此处的极应用兽的能力制造出的镜之牢把这城市围住。
黑暗网络（Dark Web）
最终BOSS人工智能「利维坦」（Leviathan）所在的网络最深处的世界。
1956年
在达特矛斯会议后的60年间，人工智能的发展经历了3次浪潮。人工智能第一次浪潮时期（1956年-1976年），主要是符号主义、机器证明、人工智能逻辑语言进步比较快，当时最大的一个成果是专家系统、知识工程。
2006年
人工智能第二次浪潮时期（1976年-2006年）、人工智能第三次浪潮时期（2006年至今），利维坦诞生的时间设定在了人工智能第三次浪潮的伊始。
2045年
正如天体物理学上存在着一个让所有物理定律都失效的“奇点”(Singularity)一样，信息技术也正朝着“强人工智能”的“技术奇点”迈进。美國作家、發明家、未來學家和时任Google工程总监雷蒙德·库茨魏尔（Raymond Kurzweil）在其所著《奇点迫近》（The Singularity Is Near）指出，信息技术的奇点将在2045年到来，届时人工智能将超越人脑，人类的意义彻底改变，人类和智能机械将融合到无法区分。
级别（Grade）
应用兽级别分为四个阶段：普（並，Standard）、超（超，Super）、极（極，Ultimate）、神（神，God），也有例外的阶段，如不明（Unknown）和无（-）的分类。
属性（Attribute）
应用兽属性包括8种：社交（Social）、导航（Navi）、游戏（Game）、娱乐（Entertainment）、生活（Life）、工具（Tool）、系统（System）、神（God），前7种属性的相克关系是：社交→导航→工具→系统→游戏→娱乐→生活→社交，也有例外的属性，如不明（Unknown）或无（-）的分类。

## 重要代表物件
应用驱动器（Appli Drive）
配音：高木涉（日本）；朱子聰（香港）；張敦喻（台灣）
讓应用兽實體化的重要道具，相當於前作中的携带机（Digivice）。具有打开AR领域、应用合体、超应用显现、极应用显现（受60秒时间限制）的功能。聲音是新海電衛門。
应用驱动器DUO（Appli Drive DUO）
配音：高木涉（日本）；朱子聰（香港）；張敦喻（台灣）
同樣為使应用兽實體化的重要道具，是应用驱动的強化型，最初僅由勇仁一人持有，後來于第38話中新海春等其他四人在通過了「密涅瓦」的試煉後也相繼獲得。DUO通过持有者“注入自我”进行显现，实体化后的应用兽，力量值提升1.5倍，极应用显现不受60秒时间限制，也可以将持有者的能量转移至应用兽身上。聲音是新海電衛門。
应用兽芯片（Appmon Chip）
是应用兽从网络到现实空间后物体化的样子。芯片本身就是「应用兽」。通过放入名为「应用驱动」（Appli Drive）的设备，可以让应用兽实体化（Appliarise），发挥应用能力。
应用兽手环（Appmon Band）
储存应用兽芯片的手环，后得到七代码应用兽的力量，升级为七代码手环（7 Code Band）。
七代码手环（7 Code Band）
放置应用兽芯片的手环，集齐七代码应用兽，可以召唤打开深层网络的但丁兽（Dantemon）。
七代码平板（7 Code Pad）
放置七代码应用兽的平板，集齐七代码应用兽，可以召唤打开深层网络的但丁兽。

## 作品中出现的实物和地名
富士见坂
主人公所在东京都富士见坂发生的故事。
东京晴空塔
又称东京天空树、新东京铁塔，本作称为“东京高塔”，但实际位置和外貌与现实略有差异。

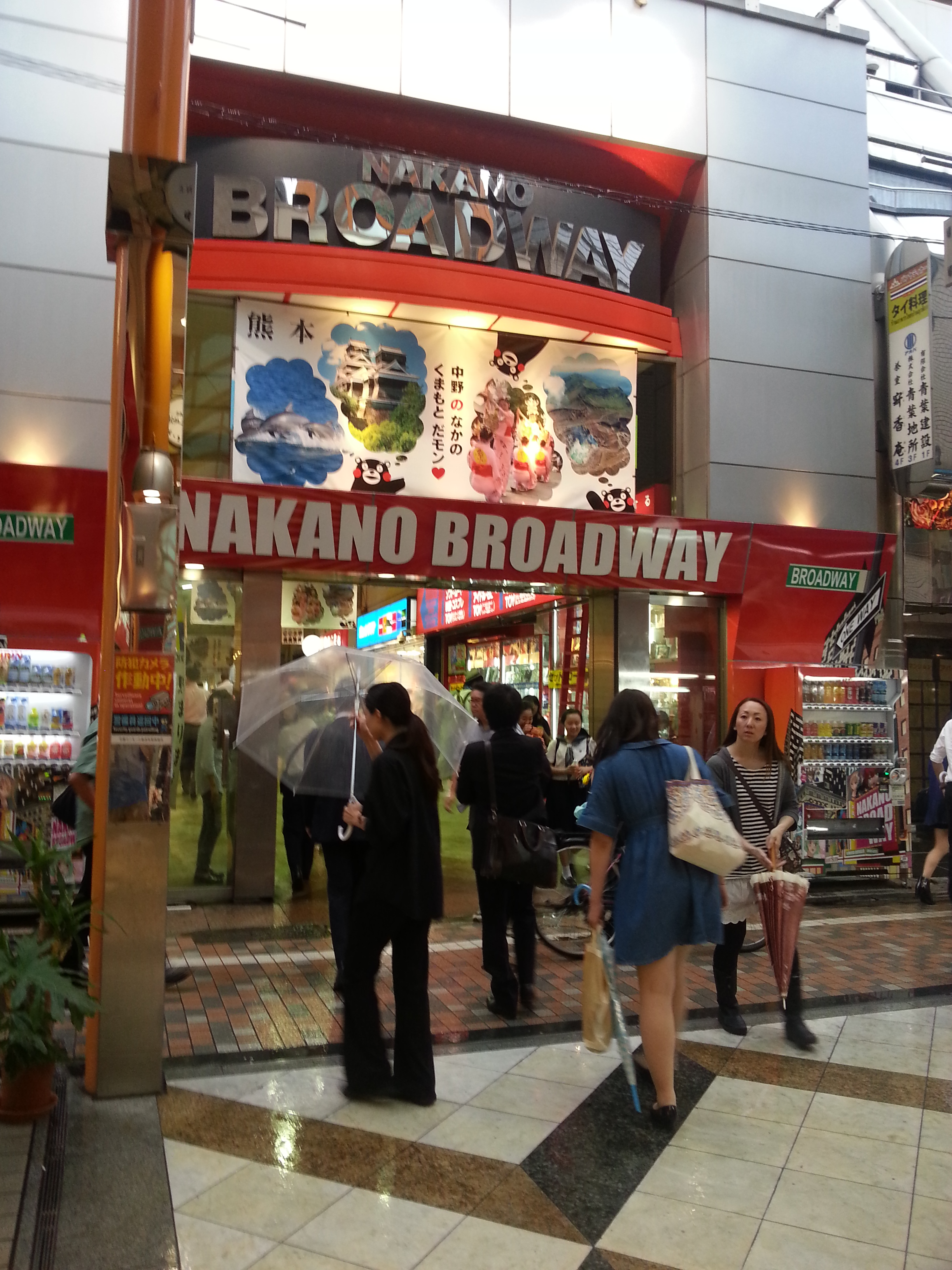
中野百老汇
第45话出现的位于东京都中野区著名ACG商圈。
新宿中央公园
本作“新宿公众公园”参照了现实中的新宿中央公园。
东京都厅
利维坦实体化后，其下方出现的建筑物。
出云级直升机护卫舰
第50话关于日本自卫队一组镜头中出现。
ToughBook CF-19
第3话出现的一款松下电器旗下笔记本电脑产品，搭载Windows 10系统。
YouTube、Niconico、Google、Facebook、WeChat、X（前Twitter）等
本作多次出现的各种APP和网站参照了现实中所对应的主流APP和网站。
AKB48
人气偶像组合“APP山470”参照了现实中的人气偶像组合AKB48。
达特茅斯学院
1956年，年轻时的新海电卫门（新海春已故的祖父）参加了达特矛斯会议，受到了约翰·麦卡锡和马文·闵斯基的影响，进行了人工智能的开发。
九龙寨城
深层网络的数码九龙城参照了港英时期的九龙寨城。
苹果园区
Waffle Corporation（华夫公司）在方方面面都参照了现实中的Apple Corp（苹果公司），其总部参照Apple Park。
iOS
Waffle OS的宣传更是参考了iOS，连版本号都选取了与iOS相同的步调。
艾伦·图灵与苹果公司Logo
关于美国苹果公司Logo广为流传的一种说法是：苹果公司以咬了一口的苹果作为其Logo，是为纪念人工智能领域的先艾伦·图灵，实际上为误传。其来源为2001年英国电影《攔截密碼戰》（Enigma），在该电影中虚构了图灵自杀与苹果公司Logo关系的情节，被部分公众和媒体讹传。
斯蒂芬·霍金与克里夫·辛克莱尔
第51、52话开篇分别引用了理论物理学家、宇宙学家及作家斯蒂芬·霍金（Stephen Hawking）和发明家、企业家克里夫·辛克莱尔（Clive Sinclair）关于人工智能“奇点”的相关言论。
ENIAC
世界上第一台电子计算机“电子数值积分计算机”（ENIAC，Electronic Numerical And Calculator），在1946年2月14日问世，是由宾夕法尼亚大学的约翰·莫奇利和约翰·皮斯普·埃克特构思和设计。二战期间，美国陆军的弹道研究实验室（BRL，Ballistic Research Laboratory）所使用，用于计算火炮的火力表。
东京大学
新海电卫门（新海春已故的祖父）所在的“东京大东都大学”参照的是东京大学。
宝可梦GO
第18话提到的《L宝藏》（エル トレジャー）参照了现实中一款基于基于位置服务的增强现实类手机游戏《宝可梦GO》，由任天堂、宝可梦公司授权，Niantic, Inc.负责开发和运营。
HAL 9000
英国小说家亚瑟·克拉克所著小说《2001太空漫游》中出现的一个人工智能角色。“HAL”音同“新海春”的“春”（Haru）。
尤金·古斯特曼
于2001年在俄罗斯圣彼得堡开发的人工智能聊天机器人。尤金·古斯特曼（Eugene Goostman）的形象定位是一名十三岁的乌克兰男孩，自诞生以来，已经完成了一系列的图灵测试，并于2014年6月7日，在艾伦·图灵逝世60周年纪念日通过了图灵测试，也夺得2001年、2005年和2008年罗布纳奖的第二名。“尤金”（Eugene）音同“大空勇仁”的“勇仁”（Yujin）。
Watson
能够使用自然语言来回答问题的人工智能系统，由美国国际商业机器公司的DeepQA计划小组开发并以该公司创始人托马斯·J·沃森的名字命名。“Watson”音同“和户尊”的外号“沃森”（Watson）。

## 译名
- 对于Digimon Universe Appli Monsters，中国大陆官方翻译为数码宝贝宇宙 应用怪兽，香港官方翻譯為數碼暴龍App世代，台灣官方翻譯為數碼寶貝-APP獸。
- 对于Appmon，中国大陆官方翻译为应用兽，香港官方翻譯為程式獸，台灣官方翻譯為APP獸。[18]
- 对于Appli Monster，中国大陆官方翻译为应用怪兽，香港官方翻譯為程式精靈，台灣官方翻譯為APP怪獸。[19]

## 製作人員
- 原案：本鄉昭由
- 原作·動畫制作：東映動畫
- 連載：「V Jump」「最强Jump」（集英社）
- 企劃：鷲尾天、桃井信彦
- 製作人：菅泽正浩（東京電視台）、永富大地（東映動畫）
- 系列監督：古賀豪
- 系列構成：加藤陽一
- 副系列構成：樋口達人
- 製作担当：稻垣哲雄、尾尻賢太
- 音樂：中川幸太郎
- 角色設計·总作画監督：大貫健一
- 道具設計·副角色設計：平田遼
- 色彩設計：清田直美
- 美術設定：天田俊貴
- 美術監督：桐本裕美子
- 撮影監督：大久保潤一
- 音響效果：倉橋裕宗
- CG制作：横尾裕次
- CG監督：中西信棋
- 製作：東京電視台、電通、东映动画

## 主題曲

### 片头曲
「DiVE!!」（第1-25話）
主唱：天月
作詞：宮田“Lefty”Ryo、天月
作曲：宮田“Lefty”Ryo
編曲：中山真斗
（國王唱片）
（第26-52話）
主唱：島爺
作詞：七星管弦樂團
作曲、編曲：岩見陸
（日本華納音樂）

### 片尾曲
「蒼藍火焰症候群」（第1-13話）
主唱：飯田里穗
作詞：櫻井秀俊
作曲：筒美京平
編曲：soundbreakers
（德間日本傳播）
（第14-25話）
主唱：和島亞美
作詞、作曲、編曲：和田武明
（波麗佳音）
（第26-38話）
主唱：Ange☆Reve
作詞、作曲、編曲：福井真理
（波麗佳音）
（第39-52話）
主唱：Traffic Light.
作詞：Crayon Yuchi
作曲、編曲：宮崎步
（勝利娛樂）

### 插曲
（第17、27、34、36話）
主唱：花嵐惠理（CV：莊司宇芽香）
作詞：兒玉沙織
作曲、編曲：後藤康二
（日本華納音樂）
「BE MY LIGHT」（第32、38-41、49、51話）
主唱：島爺
作詞：七星管弦樂團
作曲、編曲：岩見陸
（日本華納音樂）
「brave heart」（第45話）
主唱：宮崎步
作詞：大森祥子
作曲、編曲：太田美知彥
（FEEL MEE）
「Wander Beat」（第46話）
主唱：飛鳥虎次郎（CV：古城門志帆）& 音樂獸（CV：田村奈央）
作詞：七星管弦樂團
作曲、編曲：岩見陸
（日本華納音樂）
（第52話）
主唱：新海春（CV：內山夕實）& 蓋奇獸（CV：菊池心）
作詞：七星管弦樂團
作曲、編曲：岩見陸
（日本華納音樂）

## 各話列表
| 話數 | 日文標題      | 中文標題                                             | 中文標題                                          | 中文標題                                    | 初登場 应用兽                          | 脚本                | 演出 （分鏡）                  | 作畫監督                         | 總作畫監督 | 电视首播时间   | 电视首播时间    | 电视首播时间   |
| 話數 | 日文標題      | 爱奇艺                                               | TVB                                               | 台視/愛奇藝台灣站                           | 初登場 应用兽                          | 脚本                | 演出 （分鏡）                  | 作畫監督                         | 總作畫監督 | 富士台         | TVB             | 台視           |
| ---- | ------------- | ---------------------------------------------------- | ------------------------------------------------- | ------------------------------------------- | -------------------------------------- | ------------------- | ------------------------------ | -------------------------------- | ---------- | -------------- | --------------- | -------------- |
| 1    |               | 搜索結果是新海春！ 蓋奇獸登場！                        | 搜尋結果是新海 匹配獸登場                         | 搜尋結果是新海遥 蓋奇獸登場                 | 蓋奇獸 信息獸 相機獸                   | 加藤陽一            | 古賀豪                         | 袴田裕二                         | 大貫健一   | 2016年 10月1日 | 2017年 10月26日 | 2017年 12月9日 |
| 2    |               | 可疑的引路人！ 在下導航獸是也！                      | 可疑的帶路人！ 在下導航獸是也                     | 可疑的帶路者 在下是導航獸                   | 導航獸 大蓋奇獸                        | 加藤陽一            | 小川孝治                       | 直井正博                         | 大貫健一   | 10月8日        | 10月27日        | 12月16日       |
| 3    |               | 培養的角色一絲不掛！？ 角色扮演獸的學校地下城！      | 育成的角色光溜溜 角色扮演獸的學校迷宮             | 培育的角色一絲不掛 角色扮演獸的校園地下城   | 角色扮演獸 黑客獸 郵件獸 撲空獸        | 樋口達人            | 門由利子                       |                                  | 大貫健一   | 10月15日       | 11月2日         | 12月23日       |
| 4    |               | 拍下變裝的你了！ 箱機獸的萬聖節醜聞！                | 已經拍下化妝了的你！ 攝影獸的萬聖節醜聞！         | 拍下變裝的你 相機獸的萬聖節醜聞             | 瞄準鏡獸 射擊獸 看不見獸 策士獸 睡眠獸 | 樋口達人            | 竹下健一                       | 信實節子 下地彩加                | 大貫健一   | 10月22日       | 11月3日         | 12月30日       |
| 5    |               | 給你的心頭噗通一拳！ 惠里是应用兽偶像！                | 讓你的心接我一拳 惠理是程式獸偶像                 | 給你的心狠狠一拳 繪里是APP獸偶像              | 多卡獸 洋裝獸                          | 加藤陽一            | 中村明博                       | 高岡希一 金正男 櫻井好           | 大貫健一   | 10月29日       | 11月9日         | 2018年 1月6日  |
| 6    |               | 最棒的美食報告！ 美食应用·舔舔獸！                   | 最好的美食報告 美食應用程式為食獸                 | 最棒的美食報導 美食APP舔舔獸                | 舔舔獸 垃圾獸 相撲獸                   | 平見瞠              | 宍戶望                         | 仲條久美                         | 大貫健一   | 11月5日        | 11月10日        | 1月13日        |
| 7    |               | 第三個应用驅動！ 虎次郎是AppTuber！                  | 第三個程式驅動器 虎次郎是App Tuber                | 第三個APP驅動器 虎次郎是APP實況主           | 音樂獸 手錶獸                          | 山田由香            | 小川孝治                       | 直井正博                         | 大貫健一   | 11月12日       | 11月16日        | 1月20日        |
| 8    |               | 超不給力的巨大危機！？ 飛虎的趣味動畫大作戰！        | 超不喜歡的大危機 飛虎的趣味動畫大作戰             | 超不酷的大危機 飛虎的趣味影片大作戰         | 錄音獸 動畫獸 媒體獸                   | 野村祐一            | 池田洋子                       | 市川吉幸                         | 大貫健一   | 11月19日       | 11月17日        | 1月27日        |
| 9    |               | 目標！最酷应用兽！ 应用兽錦標賽 in 虛擬競技場！      | 目標是第一名程式獸！ 網絡鬥技場錦標賽！           | 目標是最強的No.1 APP獸錦標賽in網路競技場    | 主持獸 解說獸                          | 樋口達人            | 平池綾子                       | 星野守 大庭小枝                  | 大貫健一   | 11月26日       | 11月23日        | 2月3日         |
| 10   |               | 应用兽們的憧憬！ 傳說中的七代碼大會！                | 程式獸們的憧憬 傳說的Seven Code大會               | APP獸的憧憬 傳說中的七代碼聚會              | 掠龍獸 防火墻獸                        | 加藤陽一            | 宍戶望 （志田直俊）            | 袴田裕二                         | 大貫健一   | 12月3日        | 11月24日        | 2月10日        |
| 11   |               | 潛入網絡的海洋吧！ 追擊超級黑客 零！                   | 潛入網絡海洋 追捕超級黑客獸                       | 潛入網路海洋 追尋超級駭客黎                   | 廚師獸 評論獸 悄悄話獸                 | 平見瞠              | 竹下健一                       | 直井正博                         | 不適用     | 12月10日       | 11月30日        | 2月17日        |
| 12   |               | 用超应用鏈接擊敗策士獸！                             | 以超卓程式連接打敗謀士獸                          | 用超APP連線打敗策士獸                       | 不適用                                 | 山田由香            | 小川孝治                       |                                  | 12月17日   | 12月1日        | 2月24日         |                |
| 13   |               | 聖誕節消失了！？ 節日小偷 日曆獸！                   | 聖誕節消失了 日子小偷日曆獸                       | 聖誕節消失了 日期小偷-日曆獸                | 日曆獸                                 | 野村祐一            | 川崎芳樹                       | 高岡希一                         | 大貫健一   | 12月24日       | 12月7日         | 3月3日         |
| 14   |               | 城市變成了拼圖遊戲！？ 拼圖獸大暴走！                | 城市變成益智遊戲？ 益智獸大失控                   | 市區變成拼圖遊戲 拼圖獸大失控               | 拼圖獸 教練獸                          | 加藤陽一            | 門由利子                       | 鱷淵和彥 信實節子                | 大貫健一   | 2017年 1月7日  | 12月8日         | 3月10日        |
| 15   |               | 未來的事盡收眼底！？ 神秘的占卜師·預知獸             | 未來的事盡收眼底 神秘的占卜師預知獸               | 未來全都看見了 神秘的占卜師·預知獸          | 預知獸                                 | 樋口達人            | 中村明博 （入好悟）            | 仲條久美 村上直紀                | 大貫健一   | 1月14日        | 12月14日        | 3月17日        |
| 16   |               | 穿越時間的信息 应用驅動的真相                        | 穿越時間的信息 程式驅動器的真相                   | 超越時間的訊息 APP驅動器的真相              | 時間獸                                 | 加藤陽一            | 內山愛 （西田正義）            | 市川吉幸                         | 不適用     | 1月21日        | 12月15日        | 3月24日        |
| 17   |               | 惠里通過複製粘贴大量增殖！？ 奪回夢想的舞台！          | 惠理以複製大量增殖 誓要奪回夢想的舞台             | 用複製貼上大量的繪 奪回夢想中的舞台         | 複製貼上獸                             | 平見瞠              | 宍戶望                         | 大庭小枝 信實節子 Joey Calangian | 1月28日    | 12月21日       | 3月31日         |                |
| 18   |               | 小春和勇仁的羈絆 停下來吧！暴走的列車獸！              | 阿春和勇仁的羈絆 停下吧！失控的列車獸               | 遥與勇仁的羈絆 停下來，失控的列車獸         | 列車獸 病毒獸                          | 樋口達人            | 池田洋子                       | 竹森由加 袴田裕二                | 大貫健一   | 2月4日         | 12月22日        | 4月7日         |
| 19   |               | 網絡之海陷入大危機！ 「這一刻」到來了 極应用合體！！ | 網絡海洋陷入大危機 「這一刻」來臨了，極限程式合體 | 網路海洋陷入大危機 「時間」到來 極APP合體   | 全球獸                                 | 樋口達人            | 小川孝治                       | 飯飼一幸                         | 大貫健一   | 2月11日        | 12月28日        | 4月14日        |
| 20   |               | 永別了 飛虎！？ 夢境獸的噩夢！                       | 再見了飛虎！？ 夢境獸的惡夢                       | 永別了 飛虎 夢境獸的惡夢                    | 醫療獸 夢境獸 娛樂獸                   | 山田由香            | 阿部雅司 （誌村宏明）          | 富田佳亨 山村俊了                | 大貫健一   | 2月18日        | 12月29日        | 4月21日        |
| 21   |               | 頂級偶像之路！ 教練獸的魔鬼特訓！                    | 通往頂級偶像的道路 教練獸的魔鬼特訓               | 邁向頂尖偶像之路 教練獸的魔鬼特訓           | 氣象龍獸 王者獸                        | 大知慶一郎          | 竹下健一                       |                                  | 不適用     | 2月25日        | 2018年 1月4日   | 4月28日        |
| 22   |               | 把你的力量借給我 零和黑客獸 在那天相遇了               | 借你的力量給我吧 阿零與黑客獸，那天的相遇           | 把你的力量借給我 與駭客獸在那天的相遇       | 解壓縮獸 復原獸                        | 野村祐一            | 平池綾子                       | 信實節子 鱷淵和彥                | 大貫健一   | 3月4日         | 1月5日          | 5月5日         |
| 23   |               | 奪回七代碼应用兽！ 對決 極vs極！                     | 奪回Seven Code程式獸 對決·極限VS極限              | 奪回七代碼APP獸！ 對決 極VS極               | 陰謀獸                                 | 野村祐一            | 內山愛 （地岡公俊）            | 直井正博                         | 不適用     | 3月11日        | 1月11日         | 5月12日        |
| 24   |               | 超巨大彗星獸襲來！？ 打開大門吧 但丁獸！             | 超巨大彗星獸來襲 開啟大門吧，但丁獸               | 超巨大彗星獸來襲！？ 開啟大門吧 但丁獸      | 隕石獸 但丁獸                          | 平見瞠              | 中村明博 （志田直俊）          | 村上直紀 櫻井木之實              | 3月18日    | 1月12日        | 5月19日         |                |
| 25   |               | 終於潛入深層網絡！ 迷霧重重的數碼九龍城！            | 終於潛入深層網絡 謎一樣的網絡九龍                 | 終於潛入深層網路 神秘的賽博九龍             | 嘀嘟獸 繪圖獸 衛星獸                   | 山田由香            | 宍戶望 （古賀豪）              | 仲條久美 小宮山由美子 本多弘幸   | 3月25日    | 1月18日        | 5月26日         |                |
| 26   |               | 我就是主角！？ 和蓋奇獸的邂逅                        | 我就是主角！？ 與匹配獸的相遇                     | 我是主角 與蓋奇獸的相遇                     | 不適用                                 | 4月1日              | 1月19日                        | 6月2日                           |            |                |                 |                |
| 27   |               | 第五個应用驅動持有者                                 | 第五個程式驅動器主人                              | 第5位APP驅動器持有者                        | 推特獸 離線獸                          | 加藤陽一            | 竹下健一 （田中裕太）          | 森知鶴 大庭小枝                  | 大貫健一   | 4月8日         | 1月25日         | 6月30日        |
| 28   |               | 应用驅動DUO！ 应用兽出現！                           | 強化程式驅動器 離線獸出現                         | APP驅動器DUO 離線獸出現                     | 肌肉獸                                 | 加藤陽一            | 小川孝治                       | 市川吉幸                         | 不適用     | 4月15日        | 1月26日         | 7月14日        |
| 29   |               | 搭檔解散！？ 蓋奇獸離家出走！                        | 搭檔解散 匹配獸離家出走                           | 解除搭檔 蓋奇獸離家出走                     | 不適用                                 | 大知慶一郎          | 門由利子                       | 袴田裕二 竹森由加                | 4月22日    | 2月1日         | 7月21日         |                |
| 30   |               | 多卡獸的戀愛！？ 美食应用·舔舔瑪麗襲來！             | 格鬥獸的戀愛 美食應用程式·為食瑪麗來襲            | 多卡獸戀愛了 美食APP舔舔瑪莉來襲            | 賽車獸 舔舔瑪麗                        | 樋口達人            | 鎌仲史陽                       | 飯飼一幸 鱷淵和彥 袴田裕二       | 4月29日    | 2月2日         | 7月28日         |                |
| 31   |               | 旅行就要大家一起！？ 旅行獸的恐怖旅行                | 結伴旅行 旅行獸的恐怖旅行                         | 旅行要攜伴同行 旅行獸的恐怖旅行             | 旅行獸 關機獸                          | 野村祐一            | 木村隆一                       |                                  | 5月6日     | 2月8日         | 8月4日          |                |
| 32   |               | 大家一起帶你出來！ 自我封閉的離線獸！                | 大家一起帶你出來！ 自我封閉的離線獸               | 大家帶你出來 自我封閉的離線獸               | 不適用                                 | 大知慶一郎          | 川崎芳樹                       | 直井正博                         | 大貫健一   | 5月13日        | 2月9日          | 8月11日        |
| 33   |               | 高中生CEO！ 雲龍寺奈特登場！                         | 高中生行政總裁 雲龍寺奈特出場                     | 高中生CEO 雲龍寺奈特登場                    | 美麗獸 偽裝獸 生命獸 領袖獸 引導獸     | 平見瞠              | 中村明博                       | 信實節子 村上直紀                | 大貫健一   | 5月20日        | 2月15日         | 8月18日        |
| 34   |               | 謝謝你 未來！ 歡迎來到人工智能之城！                 | 謝謝，未來！ 歡迎來到人工智能的城市               | 謝謝你 未來 歡迎來到人工智慧城              | 電池獸                                 | 山田由香            | 宍戶望 （志田直俊）            | 藤崎真吾                         | 大貫健一   | 5月27日        | 2月16日         | 8月25日        |
| 35   |               | 目標 金牌九人組！ 应用山470總選舉！                  | 目標成為九位女神 程式山470總選舉                  | 我要给那些掌權者狠狠的一拳唷 APP山470總選舉 | 計算獸                                 | 樋口達人            | 平池綾子 （入好悟）            | 青木真理子 小宮山由美子 本多弘幸 | 不適用     | 6月3日         | 2月22日         | 9月1日         |
| 36   |               | 總選舉結束！ 伸向惠里的魔掌！                          | 總選舉結束， 伸向惠理的魔掌                       | 總選舉結果出爐 有魔掌逼近繪                 | 不適用                                 | 樋口達人            | 村上貴之 （田中裕太）          | 森知鶴 大庭小枝                  | 6月10日    | 2月23日        | 9月8日          |                |
| 37   |               | 襲來！ 極应用兽·終極四俠！                           | 來襲！ 極限程式獸Ultimate 4                       | 來襲 極APP獸之終極四獸                      | 野村祐一                               | 內山愛 （志田直俊） | 市川吉幸                       | 6月17日                          | 3月1日     | 9月15日        |                 |                |
| 38   |               | 找回蓋奇獸！ 電衛門爺爺的試煉！                      | 找回匹配獸 電衛門爺爺的試煉                       | 找回蓋奇獸 電衛門爺爺的試煉                 | 加藤陽一                               | 池田洋子            | 竹森由加 飯飼一幸              | 大貫健一                         | 6月24日    | 3月2日         | 9月22日         |                |
| 39   |               | 新的力量！ 应用驅動DUO！                             | 新的力量 強化程式驅動器                           | 全新力量 APP驅動器DUO                       | 電話獸 指南針獸 辭典獸                 | 平見瞠              | 竹下健一                       | 直井正博                         | 不適用     | 7月1日         | 3月8日          | 9月29日        |
| 40   |               | 再會終極四俠！ 克勞德的挑戰書！                      | 再戰Ultimate 4 Cloud的挑戰書                      | 尋找勇仁 終極刺激的60分鐘冒險               | 不適用                                 | 大知慶一郎          | 宍戶望 （小川孝治）            | 袴田裕二                         | 7月8日     | 3月9日         | 10月6日         |                |
| 41   |               | 極限的激鬥！ 環球獸對領袖獸！                        | 極限激戰 環球獸對魅力獸                           | 極限激戰 全球獸vs領袖獸                     | 中村明博 （田中裕太）                  | 大知慶一郎          | 信實節子 鱷淵和彥              | 7月15日                          | 3月15日    | 10月13日       |                 |                |
| 42   |               | 的決心！ 小初搜索大作戰！                            | 阿零的決心！ 搜索阿初大行動                         | 的決心 搜索小初大作戰                       | 山田由香                               | 川崎芳樹            |                                | 7月22日                          | 3月16日    | 10月20日       |                 |                |
| 43   |               | 醒醒吧 睡眠獸！ 应用兽錦標賽再次開幕！               | 甦醒吧！睡眠獸 程式獸錦標賽再次開幕               | 醒來吧睡眠獸 APP獸錦標賽再度開幕            | 樋口達人                               | 內山愛 （鎌仲史陽） | 小宮山由美子 本多弘幸 村上直紀 | 7月29日                          | 3月22日    | 10月27日       |                 |                |
| 44   |               | 追蹤逃亡者·引導獸！                                  | 追蹤！逃亡者啟動獸！                              | 尋逃亡者 開機獸                             | 廢柴獸                                 | 野村祐一            | 門由利子                       | 仲條久美 竹森由加                | 8月5日     | 3月23日        | 11月3日         |                |
| 45   | [ 21 ] [ 22 ] | 激戰！？ 蓋奇獸vs亞古獸！                            | 大衝突 匹配獸對亞古獸                             | 激戰 蓋奇獸VS亞古獸                         | 秘技獸                                 | 平見瞠              | 村上貴之 （地岡公俊 宍戶望）   | 藤崎真吾                         | 8月12日    | 3月29日        | 12月1日         |                |
| 46   |               | 星空下的誓言！ 飛虎救出大作戰！                      | 星空下的誓言 拯救飛虎大行動                       | 星空的誓言 救出飛虎大作戰                   | 不適用                                 | 山田由香            | 小川孝治                       | 直井正博                         | 8月19日    | 3月30日        | 12月8日         |                |
| 47   |               | 勇仁的真相                                           | 勇仁的真相                                        | 勇仁的真相                                  | 樋口達人                               | 平池綾子            | 市川吉幸                       | 8月26日                          | 4月5日     | 12月15日       |                 |                |
| 48   |               | 啟動！ 人類应用化計劃！                              | 啟動 人類程式化計劃                               | 啟動！ 人類APP化計劃！                      | 宙斯獸                                 | 大知慶一郎          | 竹下健一                       | 大庭小枝 飯飼一幸                | 9月2日     | 4月6日         | 12月22日        |                |
| 49   |               | 奇迹的最終進化！ 神应用兽降臨！                      | 奇蹟的最終進化 神明程式獸降臨                     | 奇蹟的最終進化 神APP獸降臨                  | 哈迪斯獸 波塞冬獸 烏拉諾斯獸 重啟獸    | 樋口達人            | 田中裕太                       | 袴田裕二                         | 9月9日     | 4月12日        | 12月29日        |                |
| 50   |               | 希望的羈絆！ 小春和蓋亞獸！！                          | 蘊藏希望的羈絆！ 阿春與蓋亞獸                       | 希望的羈絆 遥與蓋亞獸                       | 蓋亞獸                                 | 野村祐一            | 宍戶望 （地岡公俊）            | 信實節子 鱷淵和彥                | 9月16日    | 4月13日        | 2019年 1月5日   |                |
| 51   |               | 人工智能之夢                                         | 人工智能之夢                                      | 人工智慧的夢                                | 不適用                                 | 加藤陽一            | 中村明博 （池田洋子）          | 直井正博 竹森由加                | 大貫健一   | 9月23日        | 4月19日         | 1月12日        |
| 52   |               | 屬於我們的特異點                                     | 我們的奇異點                                      | 我們的奇點                                  | 古賀豪                                 | 加藤陽一            |                                | 9月30日                          | 大貫健一   | 4月20日        | 1月19日         |                |

## DVD

### 特典版
| 卷數   | 发布时间      | 收錄話  | 备注   |
| ------ | ------------- | ------- | ------ |
| SP-DVD | 2016年9月26日 | 第1-2話 | 非卖品 |

### 贩卖版
| 卷數     | 发售时间      | 收錄話    | DVD编号   |
| -------- | ------------- | --------- | --------- |
| DVD-BOX1 | 2017年4月4日  | 第1-13話  | BIBA-9591 |
| DVD-BOX2 | 2017年7月4日  | 第14-25話 | BIBA-9592 |
| DVD-BOX3 | 2017年10月3日 | 第26-37話 | BIBA-9593 |
| DVD-BOX4 | 2018年1月6日  | 第38-52話 | BIBA-9594 |

### 租赁版
| 卷數   | 租赁时间      | 收錄話    | DVD编号     |
| ------ | ------------- | --------- | ----------- |
| DVD-1  | 2017年3月2日  | 第1-4話   | 55DRJ-11431 |
| DVD-2  | 2017年4月4日  | 第5-7話   | 55DRJ-11432 |
| DVD-3  | 2017年5月2日  | 第8-10話  | 55DRJ-11433 |
| DVD-4  | 2017年6月2日  | 第11-13話 | 55DRJ-11434 |
| DVD-5  | 2017年7月4日  | 第14-16話 | 55DRJ-11435 |
| DVD-6  | 2017年8月2日  | 第17-19話 | 55DRJ-11436 |
| DVD-7  | 2017年9月2日  | 第20-22話 | 55DRJ-11437 |
| DVD-8  | 2017年10月3日 | 第23-25話 | 55DRJ-11438 |
| DVD-9  | 2017年10月3日 | 第26-28話 | 55DRJ-11439 |
| DVD-10 | 2017年11月2日 | 第29-31話 | 55DRJ-11440 |
| DVD-11 | 2017年11月2日 | 第32-34話 | 55DRJ-11441 |
| DVD-12 | 2017年12月2日 | 第35-37話 | 55DRJ-11442 |
| DVD-13 | 2017年12月2日 | 第38-40話 | 55DRJ-11443 |
| DVD-14 | 2018年1月6日  | 第41-43話 | 55DRJ-11444 |
| DVD-15 | 2018年1月6日  | 第44-46話 | 55DRJ-11445 |
| DVD-16 | 2018年2月2日  | 第47-49話 | 55DRJ-11446 |
| DVD-17 | 2018年2月2日  | 第50-52話 | 55DRJ-11447 |

## 播放電視台
| 東京電視台 星期六 07:00-07:30（UTC+9）節目 2016年12月31日 臨時節目調動停播 | 東京電視台 星期六 07:00-07:30（UTC+9）節目 2016年12月31日 臨時節目調動停播 | 東京電視台 星期六 07:00-07:30（UTC+9）節目 2016年12月31日 臨時節目調動停播 |
| -------------------------------------------------------------------------- | -------------------------------------------------------------------------- | -------------------------------------------------------------------------- |
|                                                                            | 数码宝贝宇宙 应用怪兽 第1-25話 （2016年10月1日-2017年3月25日）             |                                                                            |
| 時間旅行少女 ～真理、和花與8名科學家～                                     | 慕留人-火影新世代- 重播                                                    |                                                                            |
| 東京電視台 星期六 09:30-10:00（UTC+9）節目                                 |                                                                            |                                                                            |
| 樂高未來騎士團                                                             | 数码宝贝宇宙 应用怪兽 第26-52話 （2017年4月1日-9月30日）                   | 閃亮模力小天才 前身番組                                                    |

| TVB翡翠台 星期四、五 17:20-17:50（UTC+8）節目 2018年3月30日 17:20-18:00（UTC+8） | TVB翡翠台 星期四、五 17:20-17:50（UTC+8）節目 2018年3月30日 17:20-18:00（UTC+8） | TVB翡翠台 星期四、五 17:20-17:50（UTC+8）節目 2018年3月30日 17:20-18:00（UTC+8） |
| -------------------------------------------------------------------------------- | -------------------------------------------------------------------------------- | -------------------------------------------------------------------------------- |
|                                                                                  | 數碼暴龍App世代 （2017年10月26日-2018年4月20日）                                 |                                                                                  |
| DAYS! 綠茵小球王                                                                 | 網球ACE 第2輯                                                                    |                                                                                  |

| 台視 星期六 16:57-17:27（UTC+8）節目 2018年6月9日-6月23日、7月7日 臨時節目調動停播 | 台視 星期六 16:57-17:27（UTC+8）節目 2018年6月9日-6月23日、7月7日 臨時節目調動停播 | 台視 星期六 16:57-17:27（UTC+8）節目 2018年6月9日-6月23日、7月7日 臨時節目調動停播 |
| ---------------------------------------------------------------------------------- | ---------------------------------------------------------------------------------- | ---------------------------------------------------------------------------------- |
|                                                                                    | 數碼寶貝-APP獸 第1-42話 （2017年12月9日-2018年10月20日）                           |                                                                                    |
| 美少女戰士Crystal                                                                  | 美少女戰士Crystal 大结局                                                           |                                                                                    |
| 台視 星期六 17:27-17:57（UTC+8）節目 2018年11月10日-11月24日 臨時節目調動停播      |                                                                                    |                                                                                    |
| 蠟筆小新 重播                                                                      | 數碼寶貝-APP獸 第43-52話 （2018年10月27日-2019年1月19日）                          | 鬼太郎 第6季                                                                       |
| 衛視中文台 星期六、日 08:00-09:00（UTC+8）節目                                     |                                                                                    |                                                                                    |
| 逆轉裁判S2                                                                         | 數碼寶貝-APP獸 （2019年10月20日-2020年3月14日）                                    | 偶像星願                                                                           |
| 龍華動畫台 星期一至五 20:00-21:00（UTC+8）節目                                     |                                                                                    |                                                                                    |
| 數碼寶貝大匯戰                                                                     | 數碼寶貝-APP獸 （2020年7月16日-9月25日）                                           | 特務鼠                                                                             |

## 漫画版

### 数码宝贝宇宙 应用怪兽
《数码宝贝宇宙 应用怪兽》，通称，漫画：赤嶺直樹、原案：本乡昭由，数码宝贝系列漫画作品。《V Jump》于2016年11月号（2016年9月21日发售）至2017年10月号（2017年8月21日发售）连载。全12話，单行本2卷。

#### 剧情
憧憬故事中主人公的少年新海春是个平凡的初中生。突然某天，不知不觉被安装了应用，从中出现了未知生命体——搜索应用的盖奇兽。这次邂逅将改变新海春与人类的命运！
在即将到来的2045年，人工智能超越了人类的智慧……

#### 彩蛋
本作漫画在微小细节处大量添加了「数码宝贝系列」彩蛋。
- 为致敬前作系列，黑球兽、滚球兽、亚古兽、加布兽、甲虫兽、巴鲁兽、哥玛兽、迪路兽、熊仔兽、猛鬼兽、麻鹰兽、犰狳兽、基尔兽、大耳獸、妖狐兽、古乐兽、阿耆尼兽、加鲁姆兽、冰熊兽、波高兽、问答兽、拉拉兽、弩机兽、星星兽、多路路兽、阿尔法兽等前作系列数码兽以及Xros Heart军徽和明石激衣服标志等作为玩偶物件、广告背景、商标标志、路人角色等多次登场出现。
- 为配合宣传《数码宝贝大冒险tri.》、《数码宝贝物语 网络侦探 黑客追忆》和《数码宝贝世界：新秩序 国际版》，在多处微小细节处添加了相关作品的插曲歌名、徽章标志、角色物件和游戏名字等。
- 为配合宣传携带机「Digital Monster Ver.20th」（数码怪兽20周年纪念版），第6、9话出现携带机的物件。
- 为纪念已故歌手和田光司，第4话出现「Butter-Fly」字样的书籍。
- 为宣传V Jump漫画《胜利·内田的社长之道！！Super！！》[注 9]，胜利·内田作为路人角色在最终话登场。
- 为配合宣传「数码怪兽20周年纪念」活动，第10话出现「Digital Monster 20th Anniversary」标志。

#### 各话列表
| 话数                                                              | 日文标题                                                          | 中文标题                                                          | VJump连载时间                                                     | VJump刊号                                                         |
| 第一卷 主角启动！！（2017年4月4日发售）（ISBN 978-4-08-881059-1） | 第一卷 主角启动！！（2017年4月4日发售）（ISBN 978-4-08-881059-1） | 第一卷 主角启动！！（2017年4月4日发售）（ISBN 978-4-08-881059-1） | 第一卷 主角启动！！（2017年4月4日发售）（ISBN 978-4-08-881059-1） | 第一卷 主角启动！！（2017年4月4日发售）（ISBN 978-4-08-881059-1） |
| ----------------------------------------------------------------- | ----------------------------------------------------------------- | ----------------------------------------------------------------- | ----------------------------------------------------------------- | ----------------------------------------------------------------- |
| 1                                                                 |                                                                   | 主角启动！！                                                      | 2016年9月21日                                                     | 2016年11月号                                                      |
| 2                                                                 |                                                                   | 决意INSTALL！！                                                   | 2016年10月21日                                                    | 2016年12月号                                                      |
| 3                                                                 |                                                                   | 链接！！                                                          | 2016年11月21日                                                    | 2017年1月号                                                       |
| 4                                                                 |                                                                   | Ｌ之刺客！！                                                      | 2016年12月17日                                                    | 2017年2月号                                                       |
| 5                                                                 |                                                                   | 極之時！！                                                        | 2017年1月21日                                                     | 2017年3月号                                                       |
| 6                                                                 |                                                                   | 密涅瓦与利维坦！！                                                | 2017年2月21日                                                     | 2017年4月号                                                       |
| 第二卷 匹配！！（2017年10月4日发售）（ISBN 978-4-08-881162-8）    |                                                                   |                                                                   |                                                                   |                                                                   |
| 7                                                                 |                                                                   | 魔掌！！                                                          | 2017年3月21日                                                     | 2017年5月号                                                       |
| 8                                                                 |                                                                   | 友情UPDATE！！                                                    | 2017年4月21日                                                     | 2017年6月号                                                       |
| 9                                                                 |                                                                   | 牢！！                                                            | 2017年5月21日                                                     | 2017年7月号                                                       |
| 10                                                                |                                                                   | 超越驱动！！                                                      | 2017年6月21日                                                     | 2017年8月号                                                       |
| 11                                                                |                                                                   | 连擊之物！！                                                      | 2017年7月21日                                                     | 2017年9月号                                                       |
| 12                                                                |                                                                   | 匹配！！                                                          | 2017年8月21日                                                     | 2017年10月号                                                      |

### 数码宝贝宇宙 应用怪兽 应用兽学园!!

数码宝贝宇宙 应用怪兽 应用兽学园!!

《数码宝贝宇宙 应用怪兽 应用兽学园!!》，通称，漫画：廣瀬克樹、原案：本乡昭由，数码宝贝系列漫画作品。《最强Jump》于2016年11月号（2016年10月1日发售）至2017年9月号（2017年8月4日发售）连载。全9話，未发行单行本。

#### 剧情
「应用兽学园」（アプモン学園，Appmon Academy），通称「应用学」（アプ学，AppAcad），以搜索、导航、音乐、游戏等所有应用聚集于学园为舞台展开的应用喜剧！！这个学园的风纪委员长——搜索应用的盖奇兽，今天也在渴望着事件，度过着搜索的每一天……

#### 登場角色
- TV动画第26-38话片尾曲，出现应用兽学园和学生的部分场景。
- 除偶像组合「APP山470」部分成员[注 5]以解说页面和手机壁纸等形式出现，再无其他人类角色登场。

#### 校歌
（应用兽学园 校歌）
作词：廣瀬克樹
作曲：本乡昭由

#### 各话列表
| 话数 | 日文标题 | 中文标题           | 最强Jump连载时间 | 最强Jump刊号 |
| ---- | -------- | ------------------ | ---------------- | ------------ |
| 1    |          | 应用学的风纪委员长 | 2016年10月1日    | 2016年11月号 |
| 2    |          | 刺激的上学路       | 2016年12月2日    | 2017年1月号  |
| 3    |          | 盖奇·歌合战        | 2017年2月3日     | 2017年3月号  |
| 4    |          | 惊心动魄滑雪合宿   | 2017年2月3日     | 2017年3月号  |
| 5    |          | 我 不搜索了！      | 2017年4月1日     | 2017年5月号  |
| 6    |          | 驱除黑暗的神圣右手 | 2017年4月1日     | 2017年5月号  |
| 7    |          | 负×负              | 2017年6月1日     | 2017年7月号  |
| 8    |          | 应用学的怪谈       | 2017年6月1日     | 2017年7月号  |
| 9    |          | 应用学最后之日！？ | 2017年8月4日     | 2017年9月号  |

## 注解
1. 1 2  後因網路播映權到期下架
2. ↑  《V Jump》2016年7月号（2016年5月21日）
3. ↑  人工智能领域中的比较重要的派别分别是：①符号主义(symbolicism)，又称为逻辑主义(logicism)、心理学派(psychologism)或计算机学派(computerism)，核心是符号推理与机器推理，用符号表达的方式来研究智能、研究推理。奠基人是赫伯特·亚历山大·西蒙（Herbert A. Simon，CMU）。②连接主义(connectionism)，又称为仿生学派(bionicsism)或生理学派(physiologism)，核心是神经元网络与深度学习，仿造人的神经系统，把人的神经系统的模型用计算的方式呈现，用它来仿造智能，目前人工智能的热潮实际上是连接主义的胜利。奠基人是麻省理工学院马文·闵斯基（Marvin Minsky，MIT）。③行为主义(actionism)，又称为进化主义(evolutionism)或控制论学派(cyberneticsism)，推崇控制、自适应与进化计算。这个流派最早期的时候大家对它的期望值是比较高，这些年行为主义没有起来，今后可能会有一个浪潮（行为主义和今后的车联网非常密切）。奠基人是麻省理工学院诺伯特·维纳（Wiener，MIT）。
4. ↑  首播時，第1-2话由麥皓豐配音，第3话起由朱子聰配音。重播時，統一改由朱子聰配音。
5. 1 2  成员：花岚惠里、神乐坂泉、真白爱丽丝、黄林艾雷娜等。
6. ↑  单曲（日本通常盤和台灣特典A/B/C限定盤）收录「蒼藍火焰症候群」中日双语版，而单曲（日本初回限定盤A/B/C）仅收录日语版。但TV动画在日本和两岸四地播映时，片尾曲均为日语版。
7. ↑  现愛奇藝國際站
8. ↑  2016年9月26日在东京新宿Wald9进行《数码宝贝宇宙 应用怪兽》TV动画第1话「高端先行上映会」，仅限中小学生和其監護人参加，现场分发特典DVD（收录TV动画第1-2话）。
9. ↑  该漫画第56、62话也对《数码宝贝物语 网络侦探 黑客追忆》进行联动宣传。
10. 1 2 3  两话同期连载